# Cimetière militaire de Powązki
Ne doit pas être confondu avec Cimetière de Powązki.
Le cimetière militaire de Powązki (en polonais : Cmentarz Wojskowy na Powązkach) est un ancien cimetière militaire situé dans le district de Żoliborz, à l'ouest de Varsovie, en Pologne. Le cimetière est souvent confondu avec le cimetière de Powązki, plus ancien et situé au sud-est de celui-ci.

## Historique
Le cimetière militaire abrite les tombes de nombreuses personnes qui ont combattu et sont mortes pour leur pays depuis le début du XIXe siècle, notamment un grand nombre de personnes impliquées dans la bataille de Varsovie de 1920, la campagne de septembre 1939 et l'insurrection de Varsovie de 1944 contre le Troisième Reich.

## Personnalités inhumées
Juliusz Rómmel, Jan Krzywicki, Ryszard Kukliński, Wojciech Jaruzelski, Zygmunt Berling, Lidia Lwow-Eberle, Ewa Matuszweska, Marian Rejewski, Janusz Lewandowski,  Władysław Szpilman ou encore Stanisław Sosabowski y sont inhumés.